# Кулундинский магистральный канал
Кулунди́нский магистра́льный кана́л — оросительный канал в Алтайском крае (от реки Обь проходит в Кулундинскую степь). Общая протяжённость — 182 км, пропускная способность 25 м³/с — забор воды в канал и подача её осуществлялись двумя насосными станциями.
Кулундинский канал проходит по следующим районам Алтайского края: Каменский, Тюменцевский, Баевский, Благовещенский, Родинский.

## История

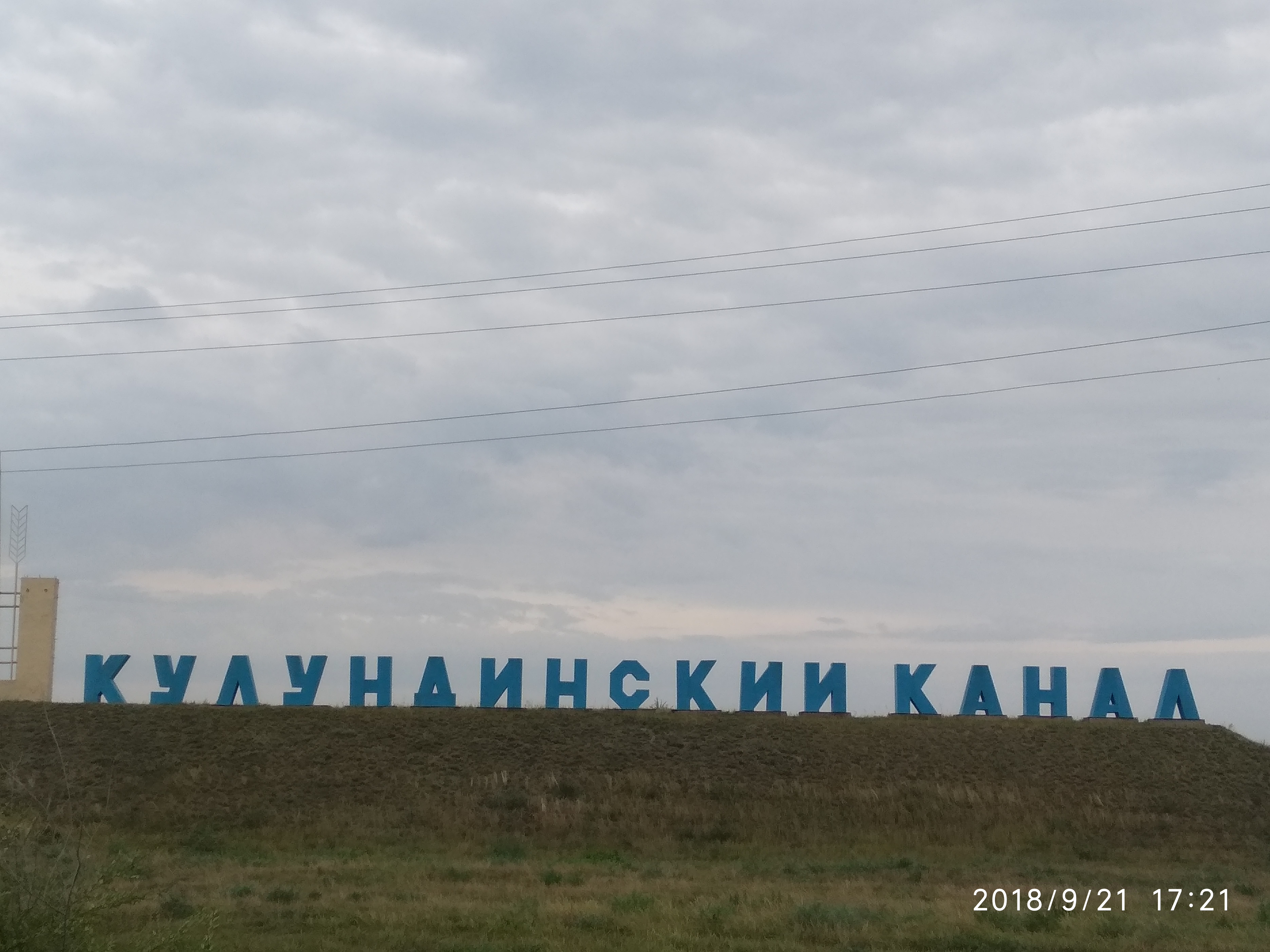
Насосная станция в г. Камень-на-Оби

По проекту назначением канала было орошение опытно-производственных Новотроицкого (Родинский район) и Златополинского массивов (Кулундинский район) на западе края у границы с Казахстаном (общая площадь 20 тысяч га), а также участков попутного регулярного орошения (12 тысяч га), лиманного орошения (6,5 тысяч га); обводнение 45 тысяч га пастбищ. Однако, проект был реализован лишь частично. Канал протяжённостью 182 километра сооружали десять лет, с августа 1973 года до ноября 1983 года. В 1977 году введены в эксплуатацию головная насосная станция вблизи Камня-на-Оби и головной участок до второй насосной станции вблизи села Ключи Тюменцевского района. Водная магистраль должна была быть продлена ещё на 120 километров, однако это так и не было реализовано.

## Современное состояние
В данный момент канал заболачивается, происходит поднятие грунтовых вод и даже подтопление населённых пунктов. Всё это происходит в результате плохой защиты грунтов от фильтрации оросительных вод. Существуют планы по реконструкции канала.